# Marco Lietti
Marco Lietti (Gravedona, 20 april 1965) is een voormalig Italiaans wielrenner.

## Belangrijkste overwinningen
1991
- 16e etappe Ronde van Frankrijk

1994
- 1e etappe Ronde van Polen

1995
- Ronde van de Haut-Var

## Resultaten in voornaamste wedstrijden
| Jaar | Ronde van Italië | Ronde van Frankrijk | Ronde van Spanje |
| ---- | ---------------- | ------------------- | ---------------- |
| 1989 |                  |                     |                  |
| 1990 | 83e              |                     |                  |
| 1991 | 62e              | opgave (1)          |                  |
| 1992 | 97e              |                     |                  |
| 1993 |                  | opgave              | 70e              |
| 1994 |                  | opgave              |                  |
| 1995 |                  |                     |                  |
| 1996 |                  | opgave              | 37e              |
| 1997 | opgave           |                     | 93e              |

| Jaar | Milaan-San Remo | Gent-Wevelgem | Ronde van Vlaanderen | Parijs-Roubaix | Amstel Gold Race | Luik-Bast.‑Luik | Ronde van Lombardije | Bretagne Classic | Parijs-Brussel |
| ---- | --------------- | ------------- | -------------------- | -------------- | ---------------- | --------------- | -------------------- | ---------------- | -------------- |
| 1989 |                 | 62e           | 38e                  |                |                  |                 | 32e                  |                  |                |
| 1990 |                 | 86e           | 49e                  | 80e            | 75e              | 103e            |                      |                  | 19e            |
| 1991 |                 | 28e           |                      |                |                  |                 |                      |                  |                |
| 1992 |                 |               | 66e                  |                |                  |                 |                      |                  |                |
| 1993 | 120e            | 43e           | 20e                  |                |                  |                 |                      |                  |                |
| 1994 |                 |               |                      |                |                  |                 |                      |                  |                |
| 1995 | 158e            | 68e           |                      | 64e            |                  |                 |                      |                  |                |
| 1996 |                 |               |                      |                |                  |                 |                      | 7e               |                |
| 1997 | 103e            | 139e          | 76e                  |                |                  |                 |                      |                  |                |